# Minibiotus striatus
Minibiotus striatus är en djurart som tillhör fylumet trögkrypare, och som först beskrevs av Mihelcic 1949.  Minibiotus striatus ingår i släktet Minibiotus och familjen Macrobiotidae. Inga underarter finns listade i Catalogue of Life.